# Jean-Philippe Lenclos
Jean-Philippe Lenclos, född 1938 i Beuvry, är en fransk färgdesigner. Han har haft mycket stor betydelse för synen på färgen som ett avgörande element i arkitektonisk design och introducerat viktiga begrepp och metoder för förståelsen av arkitekturens färger i förhållande till landskapet och dess naturliga och kulturella särprägel.

## Biografi

### Utbildning och designarbete
Jean-Philippe Lenclos studerade vid konst- och arkitekturskolor i Paris och Kyoto och var under 1960-talet konstnärlig ledare (art director) vid Societé des Peintures Gauthier som producerade färgmaterial för industrier. År 1978 grundade han färgdesignföretaget företaget Atelier 3D Couleur som han ledde fram till 2020. Under åren 1969-2004 undervisade han designstudenter vid École Nationale Supérieure des Arts Décoratifs, Paris i färglära och färgdesign.
Lenclos har arbetat med färgdesign av produkter och med färg i arkitektur och stadsplanering. 170 av hans arbeten finns i samlingarna hos Centre Pompidou i Paris. Hans viktigaste insatser inom arkitekturfärgsättningen och stadsplaneringen utgår från landskapets förutsättningar. Han har också skapat uppmärksammade verk med supergrafik, vilket kan beskrivas som att fasaden behandlas som en målarduk för former och färger.

### Forskning och publikationer
Tillsammans med sin hustru Dominique Lanclos (1942-2012) har Jean-Philippe Lenclos genomfört omfattande studier av färger hos landskap, vegetation, ljusförhållanden och traditionell bebyggelse och publicerat dem under den övergripande rubriken Géographie de la Couleur. Den första av dessa böcker var  Couleurs de la France, Maisons et Paysages (1982) och bland de övriga kan nämnas Colours of the world (2004).  Böckerna har översatts till ett antal språk och erhållit en mängd priser.

## Utmärkelser
Bland de många utmärkelser som tilldelats Jean-Philippe Lenclos kan nämnas den internationella färgorganisationen AIC:s  Award for Color in Art, Design and Environment (CADE) som han fick 2021.